# Dekanat Russian Mission
Dekanat Russian Mission – jeden z ośmiu dekanatów diecezji Alaski Kościoła Prawosławnego w Ameryce.
Na terytorium dekanatu znajdują się następujące parafie:
- Parafia Opieki Matki Bożej w Aniak
- Parafia św. Mikołaja w Crooked Creek
- Parafia św. Serafina w Lower Kalskag
- Parafia św. Michała Archanioła w Marshall
- Parafia św. Piotra Aleuta w Mountain Village
- Parafia św. Włodzimierza w Ohagamiut
- Parafia Przemienienia Pańskiego w Pilot Station
- Parafia Świętych Piotra i Pawła w Pitka's Point
- Parafia Podwyższenia Krzyża Świętego w Russian Mission
- Parafia Świętych Piotra i Pawła w Sleetmute
- Parafia św. Hermana z Alaski w Stony River